# Johann Georg Stauffer
Johann Georg Stauffer (auch Johann Georg Staufer, * 26. Jänner 1778 in Wien; † 24. Jänner 1853 ebenda) war ein österreichischer Geigenbauer und der bedeutendste Wiener Gitarrenbauer.

## Leben
Johann Georg Stauffer wurde als Sohn des Mathias Stauffer, eines aus Weyregg am Attersee stammenden Taglöhners, in der Wiener Vorstadt Weißgerber geboren. Er lernte bei Franz Geissenhof Geigenbau. Nachdem er am 20. Juni 1800 den Wiener Bürgereid abgelegt und am 16. Mai 1802 in der Wiener Schottenkirche Josepha Fischer geheiratet hatte, übernahm er die Werkstatt von Ignaz Christian Bartl. Anfangs baute er gänzlich nach dem Vorbild der italienischen Gitarrenbau-Meister Giovanni Battista Fabricatore und Gaetano Vinaccia, entwickelte dann, nach der Perfektionierung derer Modelle über mehrere Varianten, den für seine Gitarren typischen Stil (siehe Abschnitt Instrumente).
1813/14 bewarb er sich um die vakante Stelle als Hofgeigenmacher, wobei ihm aber Martin Stoß vorgezogen wurde. 1830 bis 1836 war Stauffer auch als Musikverleger tätig. Er wandte sich in diesen Jahren mehr und mehr seinen Erfindungen zu, was vermutlich den Grund für die beginnenden ernsten finanziellen Probleme darstellt. Bereits 1829 wurde er beim Magistrat mit dem Ansuchen um einen Vorschuss von 1.000 Gulden vorstellig. 1831/32 musste er verarmt in den Schuldenarrest und 1832 erfolgte die Pfändung. 
Daraufhin arbeitete er wohl vorübergehend in der Werkstatt seines Sohnes Johann Anton, bevor er sich für kurze Zeit in Kaschau (heute Košice/Slowakei) niederließ. Die letzte Zeit seines Lebens verbrachte Stauffer im Wiener Bürgerversorgungshaus St. Marx, wo er in einer kleinen Werkstätte weiter an seinen Ideen zur Gitarre und anderen Instrumenten arbeiten konnte. Dort entwickelte er mehrere Gitarren mit ganz neuen Konzepten (u. a. Gitarren mit ovalem Korpus und doppeltem Boden), welche stets mit dem Etikett „Nach der neuesten akustischen Verbesserung von Johann Georg Stauffer verfertigt in Wien, Landstraße 572“ versehen wurden.
1853 schließlich starb er verarmt an Lungenlähmung.
Johann Georg Stauffer hatte drei Söhne, von denen einer bereits im Kindesalter starb:
- Franz Seraph Georg Stauffer (* 25. März 1803 in Wien), Pianist und Wunderkind mit ersten Auftritten im Alter von neun Jahren;
- Johann Anton Stauffer (* 12. Juni 1805 in Wien; † 28. Oktober 1871 ebenda), Pianist und Instrumentenbauer, der 1833 die Werkstatt seines Vaters übernahm, aber erst ab 1836 unter eigenem Namen baute;
- Alois Stauffer (* 7. Juni 1806 in Wien; † 23. Juni 1806 ebenda).

## Instrumente
Das Wiener Gitarrenmodell ist ein im Wesentlichen von Johann Georg Stauffer geprägter Gitarrentyp mit längs gewölbtem Boden, engerer Taille und Steckersteg. 1822 erhielt Stauffer zusammen mit Johann Ertl (Erdl), der seine Werkstatt in der Großen Schulerstraße hatte, ein kaiserliches Privileg für Verbesserungen der Gitarre, die sich auf die Erhöhung des Griffbrettes und dessen Absonderung von der Resonanzdecke, die Entwicklung der Mechanik („Schraubenmaschine“) und die Verwendung von eingelassenen Metallbünden bezog.
Bis 1825/30 wurden die Instrumente in der Regel mit einer Kopfplatte in 8-Form ausgestattet. 
1825 erfand Johann Georg Stauffer die nach ihm benannte Stimmmechanik: Wirbelplatte aus Metall mit asymmetrischem volutenartigem Kopf, durch die Platte geführten Wirbelstiften mit Schneckengetriebe und seitenständigen Wirbeln mit Knopf; die Wirbel sind einreihig auf der rechten Seite der Wirbelplatte angeordnet. Solche Mechaniken (Stauffer style) werden noch heute z. B. von den Firmen Rodgers und Rubner hergestellt.
1823 baute J. G. Stauffer seinen Arpeggione, ein Streichinstrument, das Merkmale der Gitarre sowie des Violoncellos in sich vereinigt. Franz Schubert (1797–1828), der auch eine Stauffer-Gitarre besaß, schrieb für dieses ansonsten fast unbeachtete Instrument seine Sonate für Arpeggione und Klavier in a-Moll (D 821). Stauffer experimentierte darüber hinaus auch mit neuen Geigenformen und Kontragitarren. Einige solcher Erfindungen wurden zusammen mit verschiedenen bautechnischen Ideen gleichzeitig von dem später in Pest wirkenden Instrumentenbauer Peter Teufelsdorfer reklamiert, was zu heftigen Urheberschaftsstreitereien führte.
Die Zettel seiner Instrumente tragen entweder seine Initialen oder den Namen „Johann Georg Staufer“.

## Stauffer und C. F. Martin

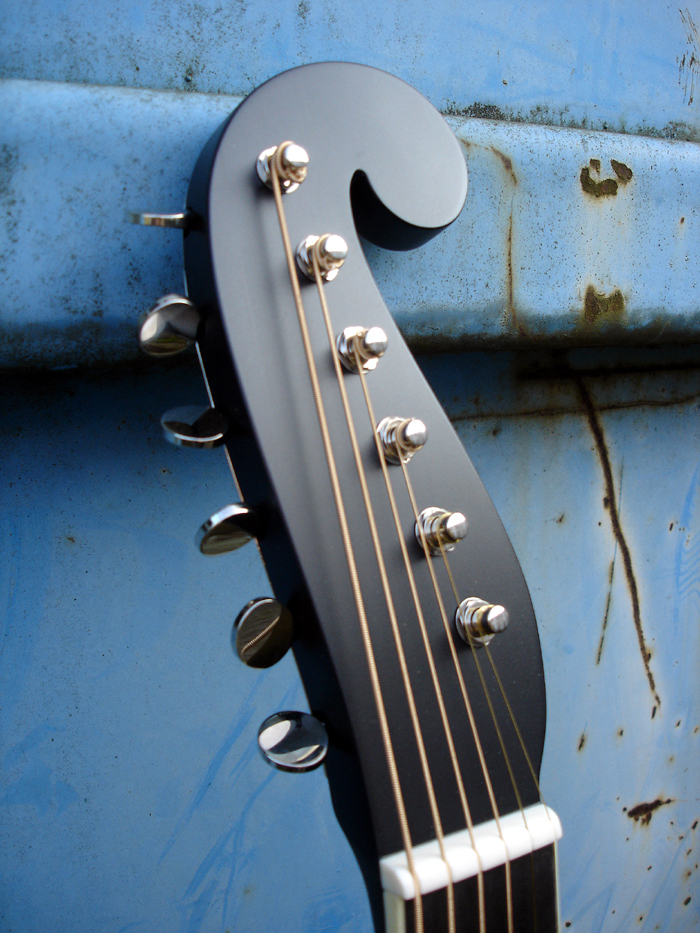
Martin 00 Stauffer 175th

Der Gründer von Martin Guitars, Christian Friedrich Martin Senior, geboren 1796 in Markneukirchen, lernte zunächst bei seinem Vater Johann Georg Martin. Mit 24 Jahren ging er nach Wien, um bei Stauffer eine Lehre zu absolvieren. Christian Friedrich brachte es in dessen Werkstatt auf Grund seiner Geschicklichkeit bis zum Vorarbeiter. Die Verehelichung mit der Wiener Tischler- und Instrumentenbauerstochter Ottilie Lucia Kühle veranlasste Martin offensichtlich, Stauffer zu verlassen, da er in der Werkstatt seines Schwiegervaters eine neue Anstellung fand. Insgesamt blieb er 14 Jahre in Wien, danach kehrte er in seine Heimatstadt zurück und eröffnete sein eigenes Geschäft. Nach einem Streit mit der Innung der Geigenbauer der Stadt Markneukirchen wanderte er nach Amerika aus, wo er um 1833/36 z. B. die von Stauffer entwickelte Mechanik einführte.
Im Jahre 2008, zum 175-jährigen Bestehen der Fa. Martin wurden weltweit 50 Stück der „Martin 00 Stauffer 175th“ hergestellt und verkauft, die in besonderer Weise den Lehrmeister des Firmengründers würdigen.